# جونیپر کبرا

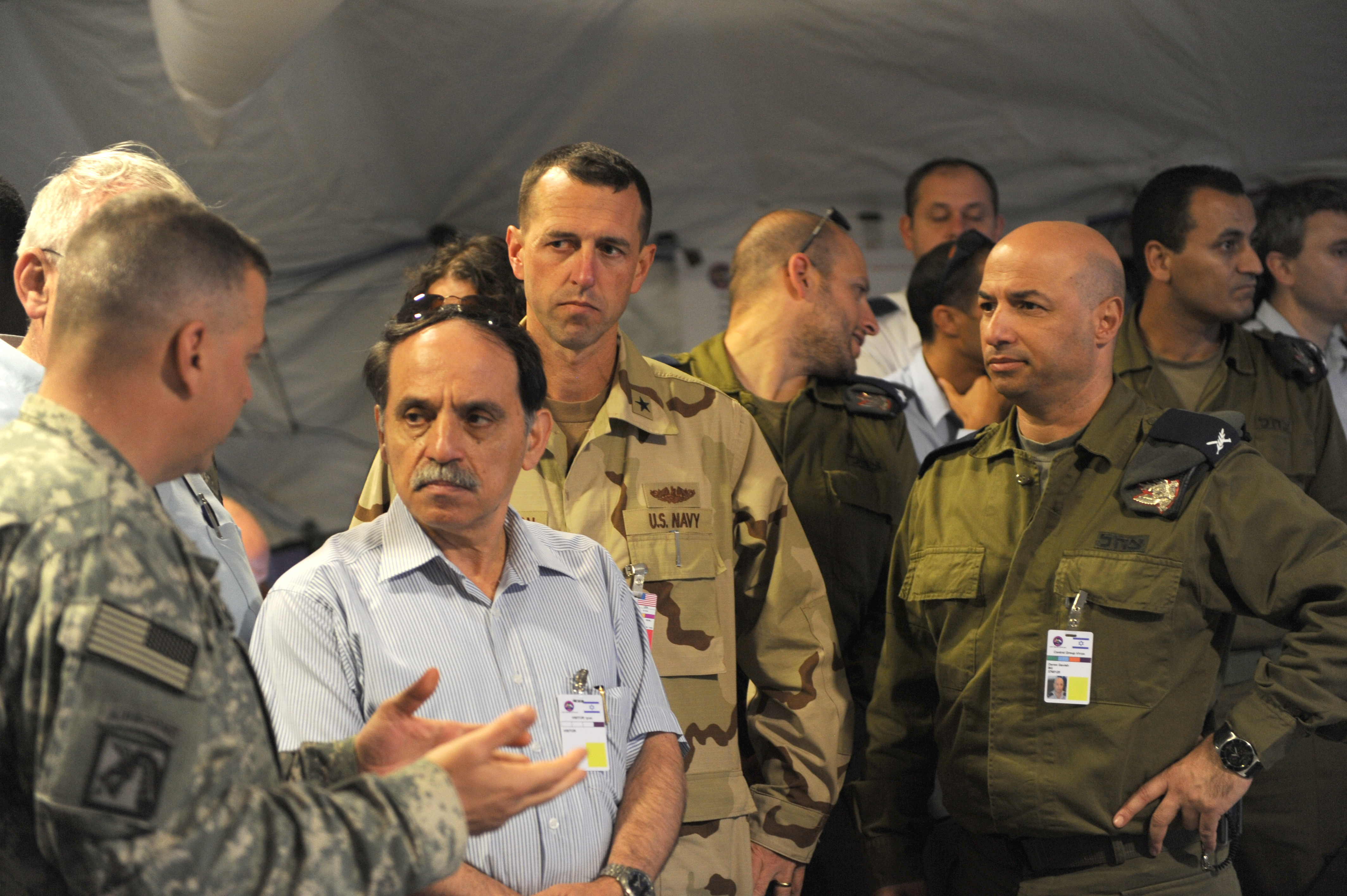

جونیپر کبرا رزمایشی دو سالانه است که از سوی ارتش‌های اسراییل و آمریکا برگزار می‌گردد. در سال ۲۰۱۸ ۲۵۰۰ سرباز آمریکایی در این رزمایش شرکت کردند.